# Domeyrat
Domeyrat – miejscowość i gmina we Francji, w regionie Owernia-Rodan-Alpy, w departamencie Górna Loara.
Według danych na rok 1990 gminę zamieszkiwało 145 osób, a gęstość zaludnienia wynosiła 15 osób/km² (wśród 1310 gmin Owernii Domeyrat plasuje się na 701. miejscu pod względem liczby ludności, natomiast pod względem powierzchni na miejscu 820.).